# Europaspiele 2019/Teilnehmer (Zypern)
| Gelbes Symbol für Goldmedaillen mit stilisierten Olympischen Ringen | Graues Symbol für Silbermedaillen mit stilisierten Olympischen Ringen | Braundes Symbol für Bronzemedaillen mit stilisierten Olympischen Ringen |
| ------------------------------------------------------------------- | --------------------------------------------------------------------- | ----------------------------------------------------------------------- |
| —                                                                   | 1                                                                     | —                                                                       |

Zypern nahm an den Europaspielen 2019 von 21. bis 30. Juni 2019 in Minsk teil. Die 17 Athletinnen und 22 Athleten traten in neun Sportarten an. Die Leichtathletik ist die Sportart mit der höchsten Anzahl von Athleten (20 Personen). Das Team wurde durch 6 Schützen, 4 Radsportler, 3 Bogenschützen, 2 Judoka sowie je einen Athleten im Badminton, Boxen, Turnen und Sambo ergänzt.

## Medaillen
Der Turner Marios Georgiou gewann am Barren die Silbermedaille. Insgesamt erreichte Zypern im Medaillenspiegel den 39. Platz.

## Teilnehmer nach Sportarten

### Badminton
| Athleten            | Wettbewerb | Gruppenphase         | Gruppenphase | Gruppenphase | Gruppenphase | Achtelfinale  | Achtelfinale  | Viertelfinale | Viertelfinale | Halbfinale    | Halbfinale    | Finale        | Finale        | Rang |
| Athleten            | Wettbewerb | Gegner               | Ergebnis     | Punkte       | Rang         | Gegner        | Ergebnis      | Gegner        | Ergebnis      | Gegner        | Ergebnis      | Gegner        | Ergebnis      | Rang |
| ------------------- | ---------- | -------------------- | ------------ | ------------ | ------------ | ------------- | ------------- | ------------- | ------------- | ------------- | ------------- | ------------- | ------------- | ---- |
| Frauen              |            |                      |              |              |              |               |               |               |               |               |               |               |               |      |
| Eleni Christodoulou | Einzel     | Alessja Sajzawa      | 0:2          | 0:3          | 4            | ausgeschieden | ausgeschieden | ausgeschieden | ausgeschieden | ausgeschieden | ausgeschieden | ausgeschieden | ausgeschieden | 17   |
| Eleni Christodoulou | Einzel     | Jewgenija Kossezkaja | 0:2          | 0:3          | 4            | ausgeschieden | ausgeschieden | ausgeschieden | ausgeschieden | ausgeschieden | ausgeschieden | ausgeschieden | ausgeschieden | 17   |
| Eleni Christodoulou | Einzel     | Lianne Tan           | 0:2          | 0:3          | 4            | ausgeschieden | ausgeschieden | ausgeschieden | ausgeschieden | ausgeschieden | ausgeschieden | ausgeschieden | ausgeschieden | 17   |

### Bogenschießen

#### Compound
| Athleten                     | Wettbewerb | Platzierungsrunde | Platzierungsrunde | Achtelfinale     | Achtelfinale | Viertelfinale | Viertelfinale | Halbfinale    | Halbfinale    | Finale        | Finale        | Rang |
| Athleten                     | Wettbewerb | Ringe             | Rang              | Gegner           | Ergebnis     | Gegner        | Ergebnis      | Gegner        | Ergebnis      | Gegner        | Ergebnis      | Rang |
| ---------------------------- | ---------- | ----------------- | ----------------- | ---------------- | ------------ | ------------- | ------------- | ------------- | ------------- | ------------- | ------------- | ---- |
| Frauen                       |            |                   |                   |                  |              |               |               |               |               |               |               |      |
| Styliani Kokkinou Georgiadou | Einzel     | 667               | 15                | Natalja Awdejewa | 137 : 142    | ausgeschieden | ausgeschieden | ausgeschieden | ausgeschieden | ausgeschieden | ausgeschieden | 9    |

#### Recurve
| Athleten                          | Wettbewerb | Platzierungsrunde | Platzierungsrunde | 1. Runde (64er) | 1. Runde (64er) | 2. Runde (32er) | 2. Runde (32er) | Achtelfinale  | Achtelfinale  | Viertelfinale | Viertelfinale | Halbfinale    | Halbfinale    | Finale        | Finale        | Rang |
| Athleten                          | Wettbewerb | Ringe             | Rang              | Gegner          | Ergebnis        | Gegner          | Ergebnis        | Gegner        | Ergebnis      | Gegner        | Ergebnis      | Gegner        | Ergebnis      | Gegner        | Ergebnis      | Rang |
| --------------------------------- | ---------- | ----------------- | ----------------- | --------------- | --------------- | --------------- | --------------- | ------------- | ------------- | ------------- | ------------- | ------------- | ------------- | ------------- | ------------- | ---- |
| Frauen                            |            |                   |                   |                 |                 |                 |                 |               |               |               |               |               |               |               |               |      |
| Mikaella Kourouna                 | Einzel     | 584               | 44                | Hanna Marussawa | 2 : 6           | ausgeschieden   | ausgeschieden   | ausgeschieden | ausgeschieden | ausgeschieden | ausgeschieden | ausgeschieden | ausgeschieden | ausgeschieden | ausgeschieden | 33   |
| Männer                            |            |                   |                   |                 |                 |                 |                 |               |               |               |               |               |               |               |               |      |
| Mimis El Helali                   | Einzel     | 640               | 33                | Ludvig Flink    | 0 : 6           | ausgeschieden   | ausgeschieden   | ausgeschieden | ausgeschieden | ausgeschieden | ausgeschieden | ausgeschieden | ausgeschieden | ausgeschieden | ausgeschieden | 33   |
| Mixed                             |            |                   |                   |                 |                 |                 |                 |               |               |               |               |               |               |               |               |      |
| Mikaella Kourouna Mimis El Helali | Mannschaft | 1224              | 22                | −               | −               | Deutschland     | 0 : 6           | ausgeschieden | ausgeschieden | ausgeschieden | ausgeschieden | ausgeschieden | ausgeschieden | ausgeschieden | ausgeschieden | 17   |

### Boxen
| Athleten         | Wettbewerb              | 1. Runde (32er) | 1. Runde (32er) | Achtelfinale  | Achtelfinale  | Viertelfinale | Viertelfinale | Halbfinale    | Halbfinale    | Finale        | Finale        | Rang |
| Athleten         | Wettbewerb              | Gegner          | Ergebnis        | Gegner        | Ergebnis      | Gegner        | Ergebnis      | Gegner        | Ergebnis      | Gegner        | Ergebnis      | Rang |
| ---------------- | ----------------------- | --------------- | --------------- | ------------- | ------------- | ------------- | ------------- | ------------- | ------------- | ------------- | ------------- | ---- |
| Männer           |                         |                 |                 |               |               |               |               |               |               |               |               |      |
| Andreas Kokkinos | Mittelgewicht bis 75 kg | Gleb Bakschi    | 0 : 5           | ausgeschieden | ausgeschieden | ausgeschieden | ausgeschieden | ausgeschieden | ausgeschieden | ausgeschieden | ausgeschieden | 17   |

### Judo
| Athleten          | Wettbewerb                    | 1. Runde (64er)        | 1. Runde (64er) | 2. Runde (32er) | 2. Runde (32er) | Achtelfinale  | Achtelfinale  | Viertelfinale | Viertelfinale | Halbfinale    | Halbfinale    | Finale        | Finale        | Rang |
| Athleten          | Wettbewerb                    | Gegner                 | Ergebnis        | Gegner          | Ergebnis        | Gegner        | Ergebnis      | Gegner        | Ergebnis      | Gegner        | Ergebnis      | Gegner        | Ergebnis      | Rang |
| ----------------- | ----------------------------- | ---------------------- | --------------- | --------------- | --------------- | ------------- | ------------- | ------------- | ------------- | ------------- | ------------- | ------------- | ------------- | ---- |
| Männer            |                               |                        |                 |                 |                 |               |               |               |               |               |               |               |               |      |
| Roudolf Kourtides | Leichtgewicht (bis 73 kg)     | Dmitrijs Fedosejenkovs | 0 : 10          | ausgeschieden   | ausgeschieden   | ausgeschieden | ausgeschieden | ausgeschieden | ausgeschieden | ausgeschieden | ausgeschieden | ausgeschieden | ausgeschieden | 33   |
| Aristos Michael   | Halbmittelgewicht (bis 81 kg) | Damian Szwarnowiecki   | 0 : 10          | ausgeschieden   | ausgeschieden   | ausgeschieden | ausgeschieden | ausgeschieden | ausgeschieden | ausgeschieden | ausgeschieden | ausgeschieden | ausgeschieden | 33   |

### Leichtathletik
Laufen
| Athleten                                                                         | Wettbewerb        | Zeit        | Rang |
| -------------------------------------------------------------------------------- | ----------------- | ----------- | ---- |
| Frauen                                                                           |                   |             |      |
| Ramona Papaioannou                                                               | 100 m             | 11,70 s     | 6    |
| Natalia Christofi                                                                | 100 m Hürden      | 14,01 s     | 17   |
| Männer                                                                           |                   |             |      |
| Andreas Chatzitheori                                                             | 100 m             | 10,80 s     | 18   |
| Elvis Kryukov                                                                    | 110 m Hürden      | 15,25 s     | 20   |
| Mixed                                                                            |                   |             |      |
| Konstantinos Christou Stavros Spyrou Christiana Katsari Kalliopi Kountouri       | 4 × 400 m Staffel | 3:32,61 min | 24   |
| Andreas Christoforou Panagiotis Michailidis Kalliopi Kountouri Olivia Fotopoulou | Jagdstaffel       | 4:40,26 min | 23   |

Springen und Werfen
| Athleten                | Wettbewerb | Weite/Höhe | Rang |
| ----------------------- | ---------- | ---------- | ---- |
| Frauen                  |            |            |      |
| Nektaria Panagi         | Weitsprung | 6,04 m     | 13   |
| Georgia Papadopoulou    | Speerwurf  | 40,98 m    | 22   |
| Männer                  |            |            |      |
| Dimitrios Chondrokoukis | Hochsprung | 2,13 m     | 6    |

Mannschaftswertung
| Athleten | Wettbewerb         | Qualifikation | Qualifikation | Viertelfinale | Viertelfinale | Halbfinale    | Halbfinale    | Finale        | Finale        | Rang          |
| Athleten | Wettbewerb         | Punkte        | Rang          | Punkte        | Rang          | Punkte        | Rang          | Punkte        | Rang          | Rang          |
| --- | ------------------ | ------------- | ------------- | ------------- | ------------- | ------------- | ------------- | ------------- | ------------- | ------------- |
| Mixed |                    |               |               |               |               |               |               |               |               |               |
| Ramona Papaioannou Natalia Christofi Andreas Chatzitheori Elvis Kryukov Konstantinos Christou Stavros Spyrou Christiana Katsari Kalliopi Kountouri Andreas Christoforou Panagiotis Michailidis Olivia Fotopoulou Nektaria Panagi Georgia Papadopoulou Dimitrios Chondrokoukis | Mannschaftswertung | 49            | 19            | 43            | 17            | ausgeschieden | ausgeschieden | ausgeschieden | ausgeschieden | ausgeschieden |

Als Ersatzathleten waren Vasilios Konstantinou, Sanda Colomeiteva und Filippa Fotopoulou nominiert.

### Radsport

#### Straße
| Athleten               | Wettbewerb       | Zeit         | Rang |
| ---------------------- | ---------------- | ------------ | ---- |
| Frauen                 |                  |              |      |
| Antri Christoforou     | Straßenrennen    | 3:08:43 h    | 49   |
| Antri Christoforou     | Einzelzeitfahren | 40:08,92 min | 17   |
| Männer                 |                  |              |      |
| Andreas Miltiadis      | Straßenrennen    | 4:10:58 h    | 43   |
| Andreas Miltiadis      | Einzelzeitfahren | 35:35,27 min | 16   |
| Alexandros Matsangos   | Straßenrennen    | 4:26:18 h    | 112  |
| Alexandros Matsangos   | Einzelzeitfahren | 37:58,22 min | 32   |
| Armanto Archimandritis | Straßenrennen    | DNF          | DNF  |

### Turnsport

#### Geräteturnen
| Athleten        | Wettbewerb      | Boden  | Boden | Reck   | Reck | Barren | Barren | Pauschenpferd | Pauschenpferd | Ringe  | Ringe | Sprung | Sprung | Gesamt | Gesamt |
| Athleten        | Wettbewerb      | Punkte | Rang  | Punkte | Rang | Punkte | Rang   | Punkte        | Rang          | Punkte | Rang  | Punkte | Rang   | Punkte | Rang   |
| --------------- | --------------- | ------ | ----- | ------ | ---- | ------ | ------ | ------------- | ------------- | ------ | ----- | ------ | ------ | ------ | ------ |
| Männer          |                 |        |       |        |      |        |        |               |               |        |       |        |        |        |        |
| Marios Georgiou | Qualifikation   | 12,800 | 26    | 13,133 | 19   | 14,700 | 7      | 14,500        | 4             | 13,100 | 16    | 14,000 | -      | 82,233 | 6      |
| Marios Georgiou | Mehrkampffinals | 13,766 | -     | 6,500  | -    | 13,966 | -      | 14,666        | -             | 13,333 | -     | 13,933 | -      | 76,164 | 18     |
| Marios Georgiou | Gerätefinals    | −      | −     | −      | −    | 14,900 | Silber | 13,166        | 5             | −      | −     | −      | −      | −      | −      |

### Schießen
| Athleten                             | Wettbewerb | Qualifikation  | Qualifikation | Finale         | Finale        | Rang |
| Athleten                             | Wettbewerb | Ringe/Scheiben | Rang          | Ringe/Scheiben | Rang          | Rang |
| ------------------------------------ | ---------- | -------------- | ------------- | -------------- | ------------- | ---- |
| Frauen                               |            |                |               |                |               |      |
| Panayiota Andreou                    | Skeet      | 116            | 3             | 22             | 5             | 5    |
| Andri Eleftheriou                    | Skeet      | 115            | 7             | ausgeschieden  | ausgeschieden | 7    |
| Georgia Konstantinidou               | Trap       | 106            | 8             | ausgeschieden  | ausgeschieden | 8    |
| Männer                               |            |                |               |                |               |      |
| Georgios Achilleos                   | Skeet      | 118            | 15            | ausgeschieden  | ausgeschieden | 15   |
| Nicolas Vasiliou                     | Skeet      | 120            | 8             | ausgeschieden  | ausgeschieden | 8    |
| Andreas Makri                        | Trap       | 110            | 23            | ausgeschieden  | ausgeschieden | 23   |
| Mixed                                |            |                |               |                |               |      |
| Georgios Achilleos Panayiota Andreou | Skeet      | 138            | 6             | ausgeschieden  | ausgeschieden | 6    |
| Nicolas Vasiliou Andri Eleftheriou   | Skeet      | 137            | 7             | ausgeschieden  | ausgeschieden | 7    |
| Andreas Makri Georgia Konstantinidou | Trap       | 123            | 19            | ausgeschieden  | ausgeschieden | 19   |

### Sambo
| Athleten             | Wettbewerb         | Viertelfinale        | Viertelfinale | Halbfinale                      | Halbfinale | Finale        | Finale        | Rang          |
| Athleten             | Wettbewerb         | Gegner               | Ergebnis      | Gegner                          | Ergebnis   | Gegner        | Ergebnis      | Rang          |
| -------------------- | ------------------ | -------------------- | ------------- | ------------------------------- | ---------- | ------------- | ------------- | ------------- |
| Männer               |                    |                      |               |                                 |            |               |               |               |
| Nikolas Papadopoulos | Klasse über 100 kg | Stanislaw Bondarenko | 4:12          | Hoffnungsrunde: David Fernández | 0:5        | ausgeschieden | ausgeschieden | ausgeschieden |